# 2016-os Milánó–Sanremo-kerékpárverseny
A 107. Milánó-San Remót március 19-én rendezték meg. Az UCI World Tour 2016-os szezonjában ez volt a negyedik verseny. Az egy napos versenyek és a tavaszi klasszikusok közül ez volt az első verseny. A sprintbefutót Arnaud Demare nyerte őt követte Ben Swift és Jürgen Roelandts. A célegyenesben a sprintben Fernando Gaviria bukott, őt kikerülte Fabian Cancellara és Peter Sagan, így ők nem tudtak sprintelni, pedig mind a hárman esélyesek lettek volna a sprintben. Nacer Bouhanni a franciák egyik legjobb sprinterének lánca megadta a szolgálatot, így nem tudott sprintelni, pedig a sprintben ő is esélyes lett volna. A versenyhez hozzátartozik, hogy egy földcsuszamlás miatt az útra törmelék került, így el kellett a szervezőknek a verseny ideje alatt terelni a versenyzőket. A szervezők az autópályára terelték a kerékpárosokat akik a verseny alatt ebből semmit sem érzékeltek.

## Részt vevő csapatok
World Tour csapatok:
- AG2R La Mondiale (ALM)
- Astana Pro Team (AST)
- BMC Racing Team (BMC)
- Etixx–Quick Step (EQS)
- FDJ (FDJ)
- Team Giant–Alpecin (TGA)
- IAM Cycling (IAM)
- Katyusa (KAT)
- Lampre–Merida (LAM)
- Team Lotto NL–Jumbo (TLJ)
- Lotto Soudal (LTS)
- Movistar Team (MOV)
- Orica–GreenEDGE (OGE)
- Team Dimension Data (DDD)
- Team Sky (SKY)
- Team Tinkoff–Saxo (TCS)
- Trek Factory Racing (TFR)

Pro Continental csapatok:
- Androni Giocattoli–Sidermec (AND)
- Bardiani–CSF (CSF)
- Bora–Argon 18 (BOA)
- CCC–Sprandi–Polkowice (CCC)
- Cofidis
- Southeast–Venezuela (STH)
- Team Novo Nordisk (TNN)

## Eredmények
|    | Versenyző                | Idő       |
| -- | ------------------------ | --------- |
| 1  | Arnaud Démare (FRA)      | 6h 54' 45 |
| 2  | Ben Swift (GBR)          | + 00' 00  |
| 3  | Jürgen Roelandts (BEL)   | + 00' 00  |
| 4  | Nacer Bouhanni (FRA)     | + 00' 00  |
| 5  | Greg Van Avermaet (BEL)  | + 00' 00  |
| 6  | Alexander Kristoff (NOR) | + 00' 00  |
| 7  | Heinrich Haussler (AUS)  | + 00' 00  |
| 8  | Filippo Pozzato (ITA)    | + 00' 00  |
| 9  | Sonny Colbrelli (ITA)    | + 00' 00  |
| 10 | Matteo Trentin (ITA)     | + 00' 00  |

Összesen 180-an értek célba.